# Kernen im Remstal
Kernen im Remstal este o comună din landul Baden-Württemberg, Germania.
1. ↑   https://www.stuttgarter-nachrichten.de/inhalt.gemeinderatssitzung-kernen-der-buergermeister-startet-ohne-stimmrecht.4024fe3c-b6bb-4b93-809d-01862ee24bea.html Lipsește sau este vid: |title= (ajutor)
2. ↑   http://www.statistik.baden-wuerttemberg.de/BevoelkGebiet/Bevoelkerung/01515020.tab?R=GS119093 Lipsește sau este vid: |title= (ajutor)